# Splancnocranio
Il massiccio facciale, o splancnocranio o viscerocranio, è un gruppo osseo facente parte del cranio: laddove il neurocranio, con funzione esoscheletrica, si configura come gruppo osseo con funzione protettiva dell'encefalo, il massiccio facciale ha funzione prettamente endoscheletrica, configurandosi come architettura di sostegno dei visceri cranici, ovverosia della faccia: il massiccio facciale si colloca dunque nella parte anteroinferiore (o ventrale inferiore) del cranio.

## Struttura
Per studiare il massiccio facciale si dovranno considerare le varie prospettive, dette "norme", da cui è possibile osservarlo.

### Prospettiva frontale
In tale prospettiva il massiccio facciale ha dimensioni pressoché uguali a quelle del neurocranio, che lo sovrasta. Possiamo vedere, partendo dal basso:
- La mandibola o mascellare inferiore: se nel feto abbiamo due nuclei ossei, questi si fondono poco prima della nascita. È l'unico osso mobile del cranio, grazie alla articolazione sinoviale temporomandibolare. In questa norma si vede molto bene il corpo della mandibola ove sono collocati, superiormente gli alveoli che danno alloggiamento all'arcata dentale inferiore. Lateralmente (sia a destra che a sinistra) si vede, benché non interamente, il processo verticale della mandibola, detto ramo della mandibola, la cui parte più inferiore, ben visibile, è detta angolo della mandibola, o gonion. Il ramo medialmente è percorso dal solco buccinatorio per il muscolo omonimo. Di notevole importanza è invece il foro mentale o mentoniero, che si ripete simmetricamente da ambo i lati della mandibola collocandosi in posizione pressoché mediana. Infine nella parte centrale appena sotto l'arcata dentale si nota la sinfisi mandibolare (corrispondente alla fusione dei due abbozzi primitivi dell'osso) che si continua in basso nella protuberanza mentale a sua volta distinta in due tubercoli laterali.
- La mascella superiore: si tratta in realtà di due ossa. Posizionata centralmente rispetto alla norma, superiormente rispetto al solo massiccio facciale. Confina ai due lati con le ossa zigomatiche o malari, superiormente si produce in due processi simmetrici che giungono fino all'osso frontale (componente integrante del neurocranio) e confinano medialmente con le due piccole ossa nasali, inferiormente troviamo gli alveoli per l'arcata dentale superiore. In tal modo la mascella circoscrive la cavità nasale, immediatamente sotto alla quale è presente la spina nasale anteriore. La mascella inoltre costituisce, insieme all'osso zigomatico, parte del pavimento della cavità orbitaria: all'interno di questa, difatti confina posteriormente con le cosiddette grandi ali dello sfenoide, con le quali definisce la fessura orbitaria superiore e, medialmente a queste, con la cosiddetta lamina papiracea dell'osso etmoide e con le piccole ossa lacrimali, con le quali concorre a formare la fossa (o doccia) del sacco lacrimale inizio del corrispondente canale delle lacrime. Infine è importante segnalare la presenza ai due lati di due fori simmetrici, detti fori infraorbitari.
- Lo zigomo: detto anche osso malare; si tratta di due ossa simmetriche poste ai lati della mascella; più lateralmente e posteriormente lo zigomo presenta un processo diretto all'osso temporale (parte del neurocranio) che si lega ad un analogo processo del temporale per formare l'arcata zigomatica. Lo zigomo forma insieme alla mascella il pavimento della cavità orbitaria nonché la sua parete laterale: qui confina posteromedialmente con la grande ala dello sfenoide, contribuendo a definire la fessura orbitaria inferiore. Superiormente lo zigomo presenta un processo verticale verso l'osso frontale, con cui confina. Appena sotto e lateralmente alla cavità orbitaria, infine presenta un piccolissimo forellino detto foro zigomaticomascellare.
- Sfenoide: osso pneumatico impari e mediano a forma di farfalla in posizione di raccordo fra splancnocranio e neurocranio. In questa norma è possibile vedere solamente la faccia orbitaria delle grandi ali e delle piccole ali; nel congiungersi alle altre ossa che compongono la cavità orbitaria le grandi ali definiscono la fessura orbitaria inferiore (insieme all'osso mascellare, allo zigomo e al processo orbitario del palatino) e quella superiore (insieme alla lamina papiracea dell'etmoide), mentre nelle piccole ali troviamo il foro ottico.
- Vomere: osso impari e mediano che costituisce la parte inferiore del setto nasale, saldandosi in basso col mascellare e il palatino.
- Etmoide: osso pneumatico impari e mediano, si salda inferiormente con il vomere per completare il setto nasale. Va inoltre a costituire le pareti laterali delle cosiddette coane o fosse nasali (lo si può immaginare come una "M") dividendole peraltro in tre zone distinte, denominate meati, mediante delle protuberanze dette conche nasali (o cornetti o turbinati): avremo in alto la conca nasale superiore che, insieme alla conca nasale media delineerà il meato nasale superiore; la conca nasale media a sua volta, insieme alla conca nasale inferiore, che è tuttavia un osso indipendente, delimita il meato nasale medio. Infine l'etmoide va a costituire la parete mediale dell'orbita mediante la cosiddetta lamina papiracea, saldandosi anteriormente con l'osso lacrimale, posteriormente con la grande ala dello sfenoide e superiormente con il frontale, insieme al quale delimita i due minuscoli fori etmoidali posteriore e anteriore.
- Conca nasale inferiore: detto anche cornetto o turbinato nasale inferiore, quest'ossicino delimita all'interno delle coane nasali il meato nasale medio (in collaborazione con la conca nasale media) ed il meato nasale inferiore, spazio fra la conca stessa e la parte orizzontale della mascella, detta processo palatino, e la lamina orizzontale del palatino, continuazione dell'omonimo processo.
- Osso nasale: coppia di ossicini posti supero-medialmente rispetto allo splancnocranio; le ossa nasali si saldano fra di loro mediante la sutura internasale, lateralmente con il mascellare e superiormente con il frontale: insieme alle cartilagini nasali contribuiscono a formare la volta nasale.
- Osso lacrimale: coppia di ossicini collocati a completamento della parete mediale della cavità orbitaria; si saldano superiormente al frontale, posteriormente alla lamina papiracea dell'etmoide, inferiormente e anteriormente al mascellare: in particolare verso quest'ultimo l'osso lacrimale protende il minuscolo uncino lacrimale che fa da parete laterale per la fossa (o doccia) del sacco lacrimale, costituita da un solchetto sul lacrimale che si completa con un analogo solchetto del mascellare.
- Osso palatino: di questa complessa coppia di ossa si vede dalla norma frontale esclusivamente una minuscola parte, che va a completare il pavimento della cavità orbitaria, fra etmoide, grande ala dello sfenoide e mascellare.

### Prospettiva laterale
In tale proiezione ci si limiterà ad aggiungere le nozioni anatomiche non desumibili dalla norma frontale.
- La mandibola: in tale norma è possibile osservare il ramo della mandibola quasi interamente; si nota in particolare, posteriormente, il processo condiloideo, la cui testa irregolarmente sferica (di forma appunto condiloidale) si inserendosi nella corrispondente fossa mandibolare, sita alla radice del processo zigomatico dell'osso temporale, costituendo l'articolazione temporomandibolare. Per osservare interamente la faccia laterale del ramo della mandibola, si resecherà l'arcata zigomatica; si potrà pertanto osservare anteriormente rispetto al processo condiloideo (e da esso separato mediante l'incisura della mandibola) il cosiddetto processo coronoideo, che da inserzione al muscolo temporale.
- Fossa infratemporale: si tratta di una zona piuttosto complessa, osservabile mediante asportazione della mandibola e dell'arcata zigomatica. La fossa intratemporale è delimitata superiormente dalla grande ala dello sfenoide e dalla squama del temporale (ossia la parete del temporale che costituisce un frammento della calotta cranica), anteriormente dalla lamina laterale del processo pterigoideo dello sfenoide (si tratta di una estroflessione verticale diretta verso il basso dello sfenoide, che può essere vista come la zampa della farfalla) che ne costituisce la parete interna, dall'osso mascellare, che ne costituisce la parete esterna, e dall'osso palatino che s'inserziona fra queste due ossa. Tra sfenoide e mascellare si delinea pertanto una profonda depressione, detta fessura pterigo-mascellare, al cui interno è possibile isolare ulteriormente la fossa pterigo-palatina. L'importanza di questo incavo risiede essenzialmente nel fatto che in esso si aprono alcuni fori che mettono in comunicazione la fossa infratemporale con le coane nasali e la cavità orbitaria: si tratta del foro sfeno-palatino, del foro rotondo e del foro vidiano, tratto finale del canale pterigoideo, scavato all'interno dello sfenoide.

### Proiezione basale
Si tratta della proiezione del cranio dal basso, senza l'osso mandibolare.
- La mascella: nella norma basale è possibile vedere la parte inferiore del palato duro, costituita dalle due parti del mascellare saldate tra loro; al centro, subito dietro l'arcata dentale, si apre il foro incisivo.
- Osso palatino: prosegue posteriormente il palato duro (saldandosi anteriormente al mascellare); le due ossa palatine si saldano al centro (proseguendo la saldatura fra le due mascellari) e al limite posteriore della saldatura formano la spina nasale posteriore. A questa altezza, ma lateralmente, l'osso palatino estroflette la cosiddetta piramide del palatino, che si inserziona fra mascellare e lamina laterale del processo pterigoideo dello sfenoide; qui si aprono due piccoli forellini detti fori palatini minori, mentre più anteriormente si trova il foro palatino maggiore, disegnato in parte dal mascellare.
- Vomere: possiamo vedere la parte terminale del vomere, che si salda posteriormente e verso l'alto con il corpo dello sfenoide, coprendolo alla vista.
- Sfenoide: dal mediale al laterale possiamo osservare la lamina mediale del processo pterigoideo, che prosegue posteriormente le coane, che in prossimità della giunzione col palatino presenta l'uncino pterigoideo; oltre troviamo la lamina laterale del processo pterigoideo e la grande ala, sulla quale sono visibili il foro ovale e il foro spinoso, diretti al ramo della mandibola.

### Proiezione posteriore
Il massiccio facciale è ovviamente invisibile da tale proiezione, tuttavia da essa è possibile osservare la parte posteriore della mandibola; l'operazione risulta più semplice e completa sganciando la mandibola dal resto del cranio. Dal mediale al laterale potremo osservare una rilevatura verticale centrale, detta spina mentale; ai lati di questa è visibile un'altra sporgenza lineare che si dirige prima verso il gonion e poi piega verso l'alto, detta linea miloidea; al termine di essa troviamo l'importante foro mandibolare delimitato anteriormente da una piccola punta ossea detta lingula o spina di Spyx, su cui s'inserziona il legamento sfenomandibolare, coinvolto nel direzionamento dei movimenti della mandibola.

## Osso ioide
Si tratta di un osso impari e mediano, non articolato con le altre ossa del cranio: è difatti posto all'altezza della quarta vertebra cervicale, sospeso mediante il legamento stilo-joideo; è pertanto un osso assai mobile, inserzione di un gran numero di muscoli, come i sopra- e sottojoidei, nonché supporto dello scheletro fibroso e dei muscoli della lingua. A forma di ferro di cavallo presenta ai due lati analoghe protuberanze; anteriormente il corno minore, posteriormente il corno maggiore.

## Seni paranasali
Il massiccio facciale presenta numerose altre cavità aeree, tutte peraltro in connessione, atte ad aumentare la superficie di contatto per l'aria inspirata, in modo da poterne efficientemente regolare vari parametri, quali temperatura, umidità e purezza. Ossa pneumatiche sono la mascella, lo sfenoide, l'etmoide e l'osso frontale, di cui si parlerà benché non appartenga propriamente allo splancnocranio.
- Nella mascella troviamo i due seni mascellari, posti simmetricamente in ambo i corpi delle due porzioni del mascellare. Essi comunicano con le coane nasali mediante l'orifizio del seno mascellare, che si apre nel meato nasale medio, nella parte più inferiore di un solco, detto hiatus (iato) semilunare, di cui si dirà per il frontale. L'infiammazione delle mucose che rivestono il seno mascellare può determinare sinusite mascellare; essa può tuttavia derivare dal riversarsi di materiale infetto proveniente da ascessi dentali, collocandosi i denti ad una distanza assai esigua dai seni.
- Nello sfenoide e precisamente nel suo corpo troviamo due seni comunicanti ciascuno con una coana mediante l'orifizio del seno sfenoidale, che si apre in una zona sovrastante il meato nasale superiore, detta recesso sfeno-etmoidale.
- L'osso frontale presenta anch'esso due seni simmetrici, posti poco sopra e ai due lati del naso; questi attraverso un canalicolo detto complessivamente orifizio naso-frontale raggiungeranno il meato medio, dopo aver attraversato l'etmoide nell'infundibulo etmoidale, per riversarsi infine nello hiatus semilunare in cui già s'apriva l'orifizio del seno mascellare.
- L'etmoide presenta nei suoi due labirinti etmoidali (i corpi laterali posti fra la lamina orbitarla e le coane) una serie di piccole cavità comunicanti fra di loro dette cellule etmoidali, distinguibili in anteriori, medie e posteriori. Le cellule etmoidali comunicano inoltre con le coane nasali mediante una serie di minuscoli orifizi; in particolare le cellule anteriori si apriranno nello hiatus semilunare, le cellule medie in un rigonfiamento dell'etmoide, detto bolla etmoidale, presente sempre nel meato medio, le cellule posteriori nel meato superiore. Infine va aggiunto che superiormente le cellule etmoidali sono incomplete, ma vengono completate mediante la giustapposizione di analoghe strutture, perfettamente combacianti, presenti al fondo della parte orizzontale del frontale; lo stesso avviene anteriormente con l'osso lacrimale.

## Forami splancnocranici
Nel massiccio facciale si osserva la presenza di numerosi forami, che lo mettono in contatto con l'interno della scatola cranica, consentendo il passaggio di nervi e vasi.
- Etmoide: Sulla sua faccia superiore e intracranica, detta lamina cribrosa, si trovano una serie di piccoli forellini per i quali passano i fascetti del nervo olfattivo (il I nervo cranico); sempre presso l'etmoide, anteriormente, per il foro cieco posto al confine col frontale, passa la vena emissaria del seno sagittale superiore, poco più indietro si situano la fessura nasale e il foro etmoidale anteriore per i quali passano la vena, l'arteria e il nervo etmoidali anteriori, e il foro etmoidale posteriore, per il quale passano l'omonima vena, arteria e nervo.
- Cavità orbitaria: In essa si hanno tre importanti fori. Il foro ottico, supero mediale, si offre al decorso del nervo ottico (il II nervo cranico) implicato nella trasmissione del messaggio visivo, nonché a quello dell'arteria oftalmica. Per la fessura orbitaria superiore invece, più ampia e laterale, passano numerosi nervi, oltre alla vena oftalmica superiore; vi sono infatti tre nervi implicati nel controllo muscolare del bulbo oculare, l'oculomotore (III) il trocleare (IV) e l'abducente (VI), nonché il cosiddetto nervo oftalmico, che in realtà è solamente la branca superiore d'un nervo più imponente, il trigemino o trigemello (V), implicato nell'innervazione sensoria della faccia. Infine, tornando alla cavità orbitaria vera e propria, si troverà la fessura orbitaria inferiore, per la quale passa la seconda branca del nervo trigemino, il nervo mascellare, questo infatti, implicato nell'innervazione della zona centrale della faccia, protenderà tuttavia un suo ramo verso l'orbita.
- Sfenoide: su di esso si situano alcuni fori assai importanti. Il più anteriore e mediale è il foro rotondo, attraverso il quale passa il nervo mascellare, che si è già detto essere la seconda branca del trigemino. Per il foro ovale, invece, passa l'ultima branca del nervo trigemino, il nervo mandibolare e l'arteria meningea accessoria (cioè presente non in tutti gli individui). Il piccolo foro spinoso accoglierà invece un fascetto del nervo mandibolare, ma soprattutto l'arteria e la vena meningee medie. Ancora più indietro s'avranno il foro lacero e il canale carotico, non definibili però più splancnocranici, in quanto si collocano al confine fra sfenoide e osso temporale. Si è già parlato della fossa intratemporale: qui potremo osservare il foro sfeno-palatino, che comunica con le coane nasali, e il foro vidiano, tratto terminale del canale pterigoideo, dal quale esce il nervo vidiano.
- Mascella: osservandola di fronte, è possibile notare il cosiddetto foro infraorbitario, dal quale giungono in superficie i rami terminali del nervo mascellare, seconda branca del trigemino.
- Mandibola: sulla faccia interna del ramo della mandibola, s'apre il foro mandibolare, da cui entra il nervo mandibolare, terza branca del trigemino; tale nervo continuerà il suo decorso all'interno dell'osso, per riuscire fuori con alcuni rami terminali dal foro mentoniero, visibile in norma frontale.

## Differenze fra i sessi
Alcune differenze fra cranio maschile e cranio femminile possono essere individuate in sede splancnocranica. Difatti un cranio maschile presenterà arcate sopracciliari dai bordi arrotondati, laddove quelle tipiche d'un cranio femminile sono maggiormente affilate; s'osserverà inoltre che la superficie dell'osso zigomatico è liscia nel cranio maschile, più aspra su quello femminile, mentre avviene il contrario per quanto riguarda la zona centrale della mandibola; questa peraltro presenterà deviazione verso l'esterno, cioè lateralmente, del gonion, nel cranio maschile. Ovviamente tali differenze sono diversamente accentuate da individuo a individuo, tanto che spesso non è possibile stabilire il sesso d'un soggetto solo dall'osservazione del cranio, avendo questo caratteri intermedi.